# Praia de Santa Luzia
Praia de Santa Luzia, em aproximadamente 1893/1894, vista do morro do Castelo. Em primeiro plano, o telhado e as torres da igreja de Santa Luzia e o telhado do casario da rua Santa Luzia. Ao fundo, o Pão de Açúcar e o morro da Glória, destacando-se a igreja de Nossa Senhora da Glória do Outeiro. Foto de Juan Gutierrez, do arquivo do Museu Histórico Nacional.
A Praia de Santa Luzia era uma praia localizada no Centro da cidade do Rio de Janeiro, no Brasil. Ficava em frente à igreja de mesmo nome, que começou a ser construída ainda no século XVIII. No início do século XIX, o local ainda era considerado remoto e isolado, já que era separado da área mais central da cidade pelo Morro do Castelo.
Em 1817, o então príncipe regente D. João VI fez uma prece para que a santa curasse o seu neto, o infante D. Sebastião, de uma doença nos olhos. Com a cura de D. Sebastião, D. João teve de ir pagar a promessa na igreja. Como não queria ir a pé, mandou abrir a Rua Santa Luzia, que terminava na praia.
Também na praia foi construída a Santa Casa de Misericórdia do Rio de Janeiro, fundada em meados do século XVI e em funcionamento até hoje no mesmo local. A fundação é atribuída a José de Anchieta. Além disso, até 1853, funcionou ali o matadouro da cidade, depois transferido para o bairro de Santa Cruz, na Zona Oeste da cidade.
No ano de 1898, Afonso Segreto, pioneiro do cinema brasileiro, filmou, no local, um dos seus primeiros registros cinematográficos da cidade, intitulado A Praia de Santa Luzia.
Até 1905, a praia de Santa Luzia era uma opção de lazer para a população carioca, que a usava para banhos de mar. Naquele ano, o prefeito Pereira Passos mandou construir, no local, garagens para os barcos dos clubes de remo. Foi o início da descaracterização da praia.
Em 1922, com a derrubada do morro do Castelo, foi construída a Esplanada do Castelo, mas ainda era possível nadar na praia de Santa Luzia, mesmo com a diminuição da faixa de areia. Na década de 1930, a ampliação do aterro para a construção do Aeroporto Santos Dumont eliminou o que restava da praia e da Ponta do Calabouço.